# Nannoniscus acanthurus
Nannoniscus acanthurus är en kräftdjursart som beskrevs av Yakov Avadievich Birstein1963. Nannoniscus acanthurus ingår i släktet Nannoniscus och familjen Nannoniscidae. Inga underarter finns listade i Catalogue of Life.